# Encentrum bidentatum
Encentrum bidentatum är en hjuldjursart som först beskrevs av Lie-Pettersen 1906.  Encentrum bidentatum ingår i släktet Encentrum och familjen Dicranophoridae. Arten är reproducerande i Sverige. Inga underarter finns listade i Catalogue of Life.